# Chersotis iminenia
Chersotis iminenia là một loài bướm đêm trong họ Noctuidae.